# Elżbieta Firlit
Elżbieta Firlit – dr hab. socjologii, absolwentka Instytutu Socjologii Uniwersytetu Jagiellońskiego (studia magisterskie) i Instytutu Socjologii Uniwersytetu Warszawskiego (studia doktoranckie), habilitacja na UKSW (1999).
Stypendystka Konrad-Adenauer-Stiftung w Georg-August-Universität Göttingen, pobyty studyjne na Freie Universität Berlin oraz Hochschule für Philosophie München.
W Zakładzie Socjologii SGH pracuje od 1.10.1996 r., od 1.06.2000 r. na stanowisku profesora nadzwyczajnego. Prowadziła i prowadzi zajęcia dydaktyczne na wszystkich poziomach studiów, m.in. z metodologii badań społecznych i z socjologii. Inicjatorka i koordynatorka Specjalności Międzykierunkowej Badania Rynku i Opinii Publicznej na obydwu poziomach studiów.
Autorka i współautorka wielu projektów badawczych, w tym kilku międzynarodowych. Uczestnictwo w wielu konferencjach krajowych i międzynarodowych, w tym często jako współorganizatorka. Należy do Polskiego Towarzystwa Socjologicznego, pełniła funkcję (z wyboru) wiceprzewodniczącej Sekcji Socjologii Religii PTS, inicjatorka Komitetu Honorowego SSR PTS. Przynależy również do International Society for the Sociology of Religion (SISR) oraz International Study of Religion in Eastern and Central Europe Association (ISORECEA).
Od 1991 współpraca naukowa z Instytutem Statystyki Kościoła Katolickiego SAC w Warszawie, członek Kolegium Naukowego Ośrodka Sondaży Społecznych OPINIA.
Problematyka naukowych prac badawczych: ciągłość i zmiana postaw i wartości, więzi społeczne, tożsamość, wspólnotowe i instytucjonalne wymiary religijności, społeczności lokalne.